# Vittorio Gregotti
Vittorio Gregotti (ur. 10 sierpnia 1927 w Novarze, zm. 15 marca 2020 w Mediolanie) – włoski architekt i urbanista.

## Życiorys
W 1952 roku ukończył studia na Politechnice Mediolańskiej i podjął pracę w czasopiśmie architektonicznym Casabella. Pracował tam jako redaktor w latach 1953–1955 potem do 1963 jako redaktor naczelny. Pracował dla grupy architektonicznej BBPR, gdzie jego mentorem był Ernesto Nathan Rogers.
W 1974 roku założył własne studio projektowe Gregotti Associati International. Projektował obiekty użyteczności publicznej, m.in. teatry i stadiony. Jako urbanista opracował koncepcję zagospodarowania poprzemysłowej dzielnicy Mediolanu Bicocca (gdzie powstał kampus Uniwersytetu w Mediolanie-Bicocca) oraz Pujiang, dzielnicy Szanghaju.
W marcu 2020 stwierdzono u niego zakażenie SARS-CoV-2, zmarł na związane z tym zapalenie płuc.

## Wybrane prace
- Centro Cultural de Belém - Centrum Kultury w Belém w Lizbonie, wspólnie z Manuelem Salgado (1989)
- Przebudowa Estadi Olímpic Lluís Companys w Barcelonie, przed Igrzyskami Olimpijskimi 1992
- Teatro degli Arcimboldi - opera w Mediolanie, wspólnie z Mario Bottą
- Stadio Luigi Ferraris w Genui
- Grand Théâtre de Provence - teatr w Aix-en-Provence
- Uniwersytet w Mediolanie-Bicocca

## Galeria

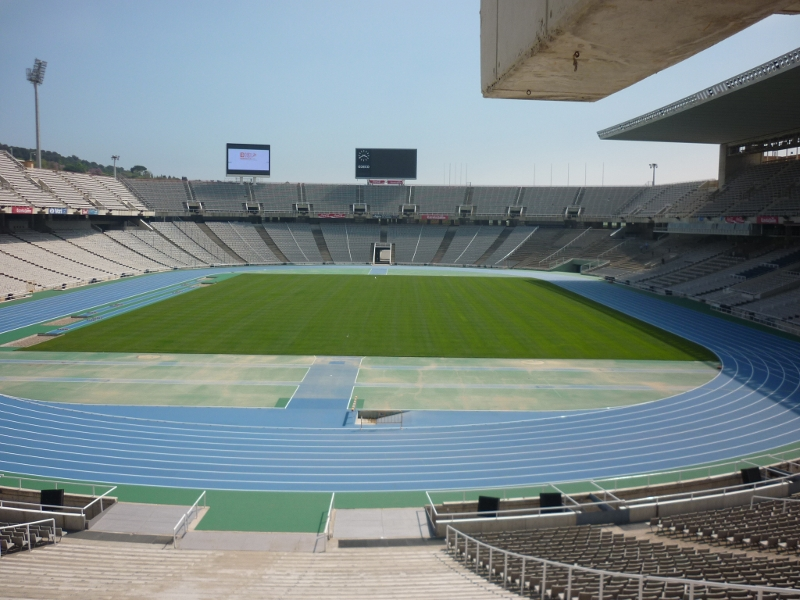
Stadion Olimpijski w Barcelonie
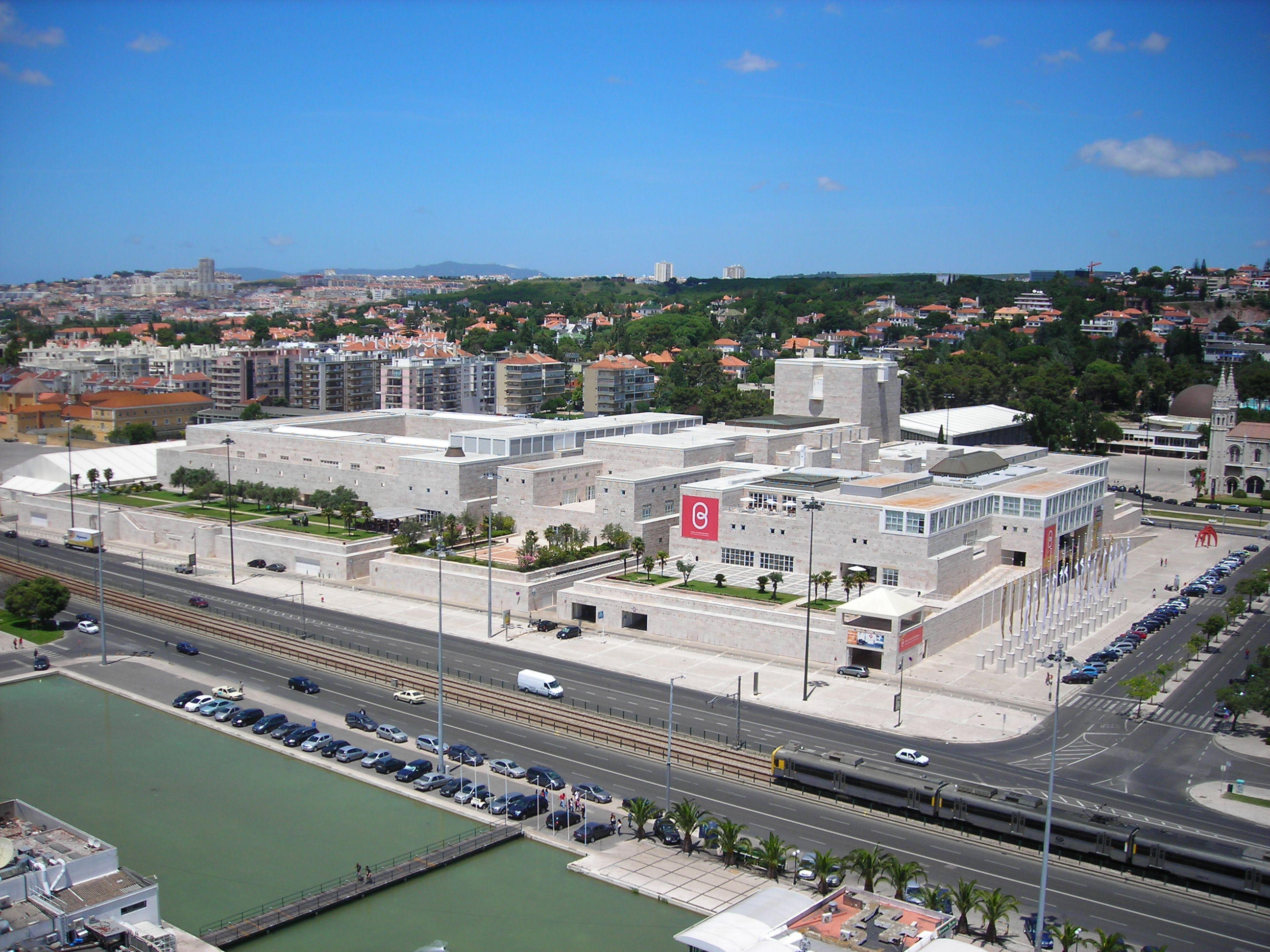
Centro Cultural de Belém
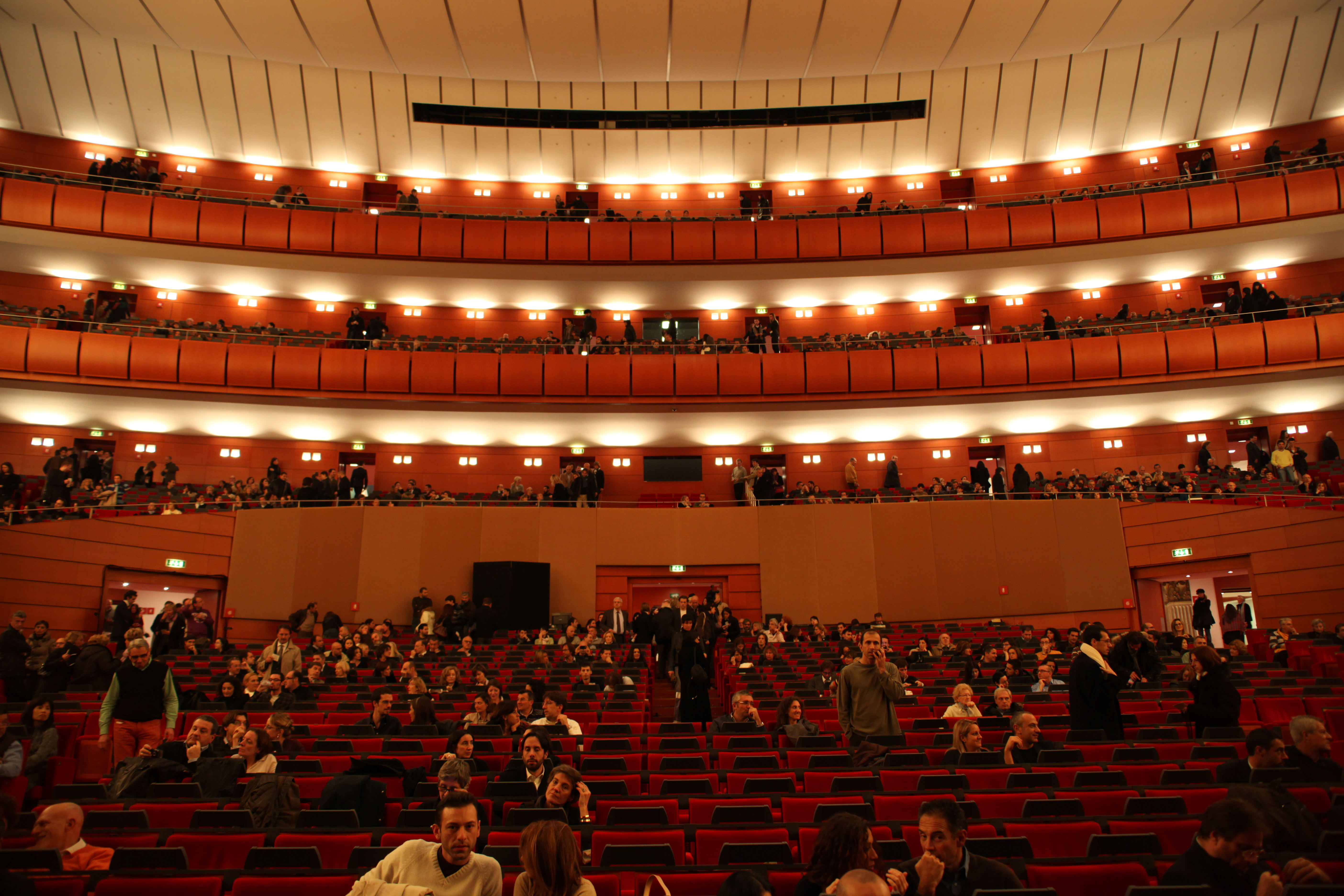
Teatro degli Arcimboldi
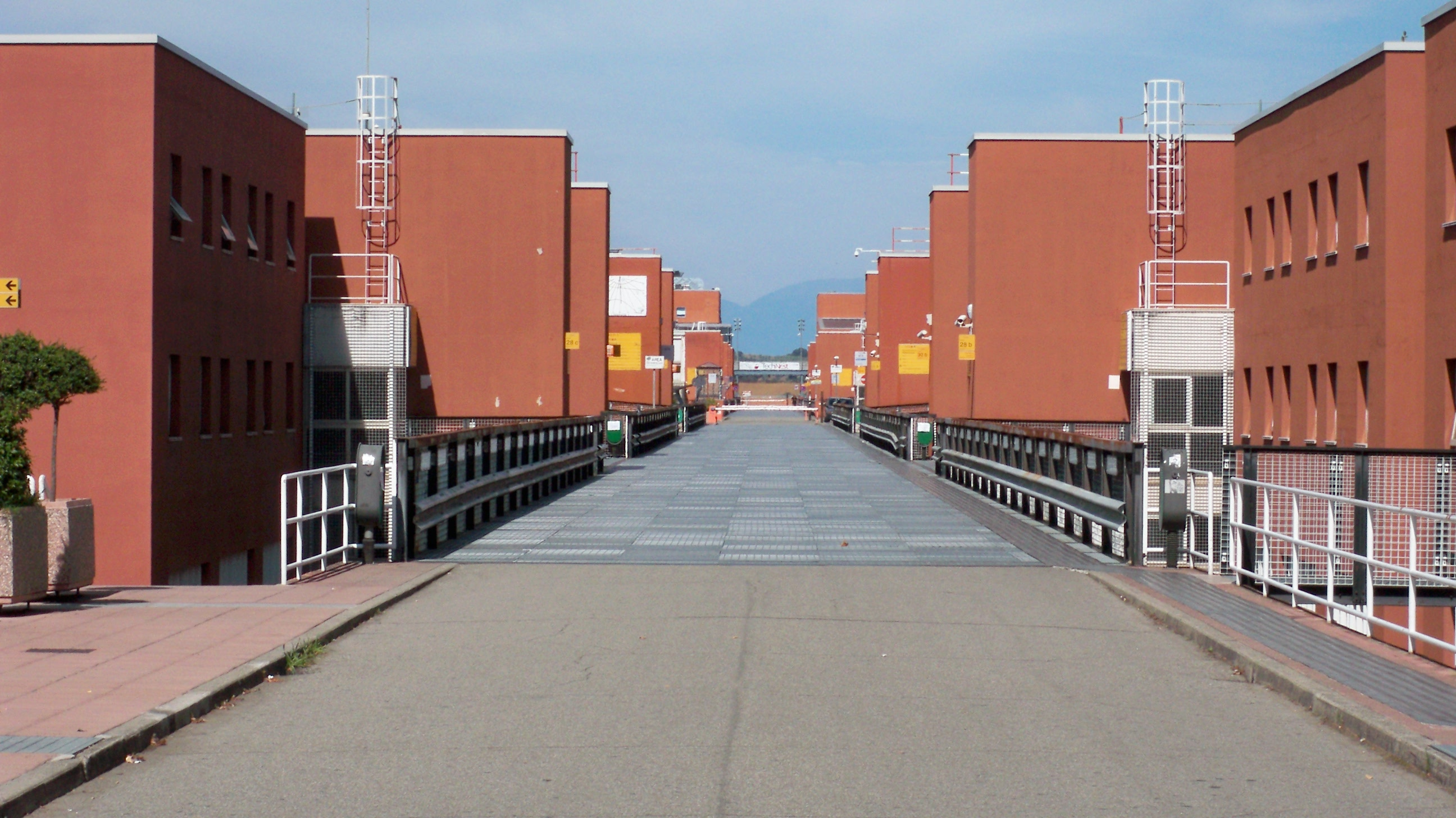
Uniwersytet Kalabrii
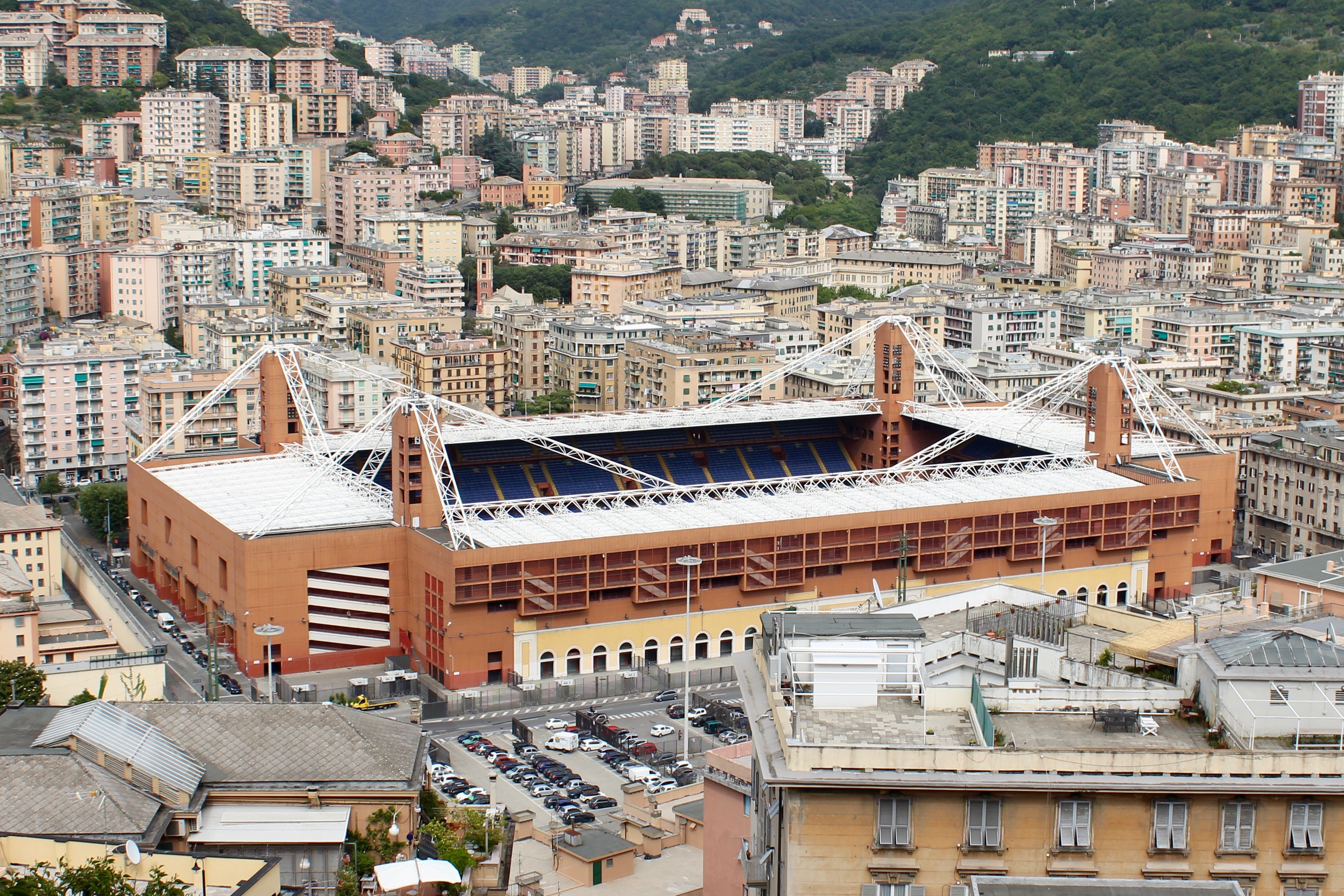
Stadio Luigi Ferraris w Genui